# Campionati mondiali di badminton 1980
I campionati mondiali di badminton 1980 sono stati la seconda edizione dei campionati mondiali di badminton.
La competizione si è svolta dal 27 maggio al 1º giugno a Giacarta, in Indonesia.

## Medagliere
| Posiz. | Nazione     | Oro | Argento | Bronzo | Totale |
| ------ | ----------- | --- | ------- | ------ | ------ |
| 1      | Indonesia   | 4   | 4       | 3      | 11     |
| 2      | Inghilterra | 1   | 1       | 1      | 3      |
| 3      | Danimarca   | 0   | 0       | 4      | 4      |
| 4      | Giappone    | 0   | 0       | 1      | 1      |
| 4      | Malaysia    | 0   | 0       | 1      | 1      |

## Podi
| Evento              | Oro                              | Argento                          | Bronzo                         |
| Singolare maschile  | Rudy Hartono                     | Liem Swie King                   | Hadiyanto                      |
| Singolare maschile  | Rudy Hartono                     | Liem Swie King                   | Lius Pongoh                    |
| Singolare femminile | Verawaty Wiharjo                 | Ivana Lie                        | Lene Køppen                    |
| Singolare femminile | Verawaty Wiharjo                 | Ivana Lie                        | Taty Sumirah                   |
| Doppio maschile     | Ade Chandra Christian Hadinata   | Hariamanto Kartono Rudy Heryanto | Flemming Delfs Steen Skovgaard |
| Doppio maschile     | Ade Chandra Christian Hadinata   | Hariamanto Kartono Rudy Heryanto | Misbun Sidek Jalani Sidek      |
| Doppio femminile    | Nora Perry Jane Webster          | Verawaty Wiharjo Imelda Wiguna   | Karen Bridge Barbara Sutton    |
| Doppio femminile    | Nora Perry Jane Webster          | Verawaty Wiharjo Imelda Wiguna   | Yoshiko Yonekura Atsuko Tokuda |
| Doppio misto        | Christian Hadinata Imelda Wiguna | Mike Tredgett Nora Perry         | Steen Fladberg Pia Nielsen     |
| Doppio misto        | Christian Hadinata Imelda Wiguna | Mike Tredgett Nora Perry         | Steen Skovgaard Lene Køppen    |